# Modul de elasticitate
În rezistența materialelor modulul de elasticitate este o proprietate fizică a unui material care caracterizează rezistența sa la deformări elastice (nepermanente) când este supus unor tensiuni. 

## Definiție
Modulul de elasticitate al unui obiect este definit drept panta curbei tensiune–alungire în regiunea de deformare elastică: Un material mai rigid va avea un modul de elasticitate mai mare. Un modul de elasticitate este definit prin:
{\displaystyle \delta \ {\stackrel {\text{def}}{=}}\ {\frac {\text{tensiunea}}{\text{deformatia specifica}}}}
unde tensiunea este raportul dintre forța care determină deformarea și aria secțiunii pe care se aplică, iar deformația specifică este raportul dintre variația unui parametru determinată de deformare (de exemplu alungirea, scurtarea sau alunecarea) și valoarea inițială al acelui parametru (de obicei lungimea).
Deoarece deformația specifică este o mărime adimensională, {\displaystyle \delta } se va exprima în aceleași unități ca și tensiunea.

## Tipuri de module de elasticitate
În funcție de modul în care se măsoară tensiunea și deformația specifică, inclusiv direcțiile lor, se definesc mai multe tipuri de module de elasticitate. Cele patru tipuri principale sunt:
1. Modulul de elasticitate longitudinal (E) descrie elasticitatea la întindere și compresiune, adică tendința unui obiect de a se deforma de-a lungul unei axe atunci când de-a lungul acelei axe sunt aplicate forțe opuse; este definit ca raportul dintre tensiunea de întindere/compresiune și alungire/scurtare. Este adesea denumit, simplu, modulul de elasticitate.[5][6][7]
2. Modulul de elasticitate transversal (G sau {\displaystyle \mu \,}) descrie tendința unui obiect de a se opune forfecării atunci când i se aplică forțe tăietoare opuse; este definit ca raportul dintre tensiunea tangențială și alunecare. Uneori este numit modulul de rigiditate.[8][9][10]
3. Modulul de elasticitate cubică (K) descrie elasticitatea volumică sau tendința unui obiect de a se deforma în toate direcțiile când este încărcat uniform în toate direcțiile; este definit ca raportul dintre tensiunea în volum (presiune) și deformația volumică, și este inversul compresibilității. Modulul de elasticitate cubică este o extensie a modulului de elasticitate longitudinal la trei dimensiuni.[11][12]
4. Modulul de elasticitate la încovoiere⁠(d) (Eflex) descrie tendința obiectului de a se încovoia atunci când asupra sa acționează un moment. Acest modul diferă semnificativ de modulul de elasticitate longitudinal la materiale neomogene, de exemplu lemn.[13]

Există și alte module de elasticitate, de exemplu primul parametru Lamé, (λ), sau modulul de elasticitate pentru unde P (unde longitudinale), (M).
Proprietățile de elasticitate ale materialelor solide izotrope (cu proprietăți identice în toate direcțiile) pot fi complet descrise de o pereche de module de elasticitate, indiferent care, deoarece între ele există relații de echivalență.